# Babyteckenspråk
Babyteckenspråk är en benämning för teckenkommunikation när detta används med spädbarn utan konstaterat funktionshinder. Tanken är att ge små barn möjlighet till kommunikation med föräldrar och skötare innan barnet lär sig tala. 

## Användning

### Generellt
Små barn som inte kan uttrycka sin vilja innan de kan tala kan med hjälp av babyteckenspråk förmedla enkla ord/uttryck och därmed delvis förhindra frustration från att inte få gensvar på vad de vill. Barnet kan exempelvis uttrycka 'kaka', 'mer', 'färdig', 'mat', 'boll' osv. Föräldrar kan visa för barnet att det är dags att sova, ge visuella namn på 'mamma' och 'pappa' eller andra i omgivningen.
Babyteckenspråk är liksom andra former av teckenspråk regionala, men kan även vara individuella såsom en familj kan bestämma sin egen uppsättning av tecken. 
Babyteckenspråk har ofta ansetts kunna förmildra effekten av småbarnets avskildhet från omvärlden eftersom det inte effektivt kan ge svar på vad det är det försöker förmedla. Det hävdas att barn så unga som 6 veckor kan introduceras till teckenspråk (se den engelska artikeln). Den tillgängliga forskningen på området visar på att barn som lär sig teckenspråk innan de kan tala utvecklar en mer avancerad vokabulär än barn som inte gör det, samt att de är mer benägna att lösa konflikter med ord istället för häftiga utbrott.
I Sverige används det svenska teckenspråket som utgångspunkt när man tecknar med sitt barn. Det är praktiskt att använda etablerade tecken, eftersom det underlättar framtida inlärning av svenskt teckenspråk.

### Amerikansk användning
Den mesta forskningen och utvecklingen av babyteckenspråk har skett i USA och den övriga engelskspråkiga världen. Där är babyteckenspråk mer utbrett än i Sverige sett till utbudet av hjälpprodukter, böcker och övriga hjälpmedel.
Det amerikanska pedagogiska barnprogrammet Blue's Clues använder sporadiskt det amerikanska teckenspråket för vissa ord, exempelvis smart, hjälp och äventyr.

## Babyteckenspråk i populärkulturen
- I Familjen är värre lär Jack (Robert de Niro) sitt barnbarn babyteckenspråk för att kommunicera ordlöst.